# Kōge (Fukuoka)
Kōge (jap. 上毛町 Kōge-machi, „Stadt Kōge“) ist eine Gemeinde im Landkreis Chikujō in der Präfektur Fukuoka in Japan.

## Geschichte
Kōge wurde am 11. Oktober 2005 aus der Vereinigung der beiden Dörfer Shinyoshitomi und Taihei gebildet.

## Angrenzende Städte und Gemeinden
- Buzen
- Yoshitomi
- Nakatsu